# マンスーラの戦い (1250年)

マンスーラの戦いは、1250年2月8日から2月11日にかけてエジプトのマンスーラで起きた、十字軍とイスラーム勢力の戦闘である。フランス王ルイ9世率いる第7回十字軍と、エジプトのアイユーブ朝の将軍ファフルッディーン・ユースフ、マムルーク（軍人奴隷）のバイバルス・アル＝ブンドクダーリーが交戦した。

## 背景
戦闘の開始に遡る1244年、聖地エルサレムの領有者ははキリスト教勢力からイスラーム勢力へと移り変わった。十字軍勢力はエジプトをイスラーム勢力の要塞・武器庫と見なし、エルサレム奪還の障害と考えていた。1245年の第1リヨン公会議において、ローマ教皇インノケンティウス4世は、ルイ9世が準備を進めていたエジプトの攻略とエルサレムの奪還を目的とする十字軍への全面的な協力を約束した。また、第1リヨン公会議においてはヨーロッパに勢力を拡大するモンゴル帝国への対策も協議され、モンゴルの君主に改宗を説く使者の派遣が決定された。対イスラーム諸国の同盟を提案し、東西からのイスラーム勢力の挟撃を試みた。1246年に教皇が派遣したプラノ・カルピニのジョンとベネディクトはモンゴル帝国のハーン（君主）・グユクに謁見するが、グユクはキリスト教世界からの使者に対して、教皇が直接モンゴルの宮廷に出頭し、臣従を誓うよう返答した。
十字軍を乗せた艦隊はエーグ＝モルトとマルセイユから出航し、1248年秋にキプロス島に到着する。キプロス島においてルイ9世はモンゴル帝国の使者と面会し、返礼の使者をモンゴルとイランに派遣した。そして、1249年にルイ9世の弟であるアンジュー伯シャルル（シャルル・ダンジュー）とアルトワ伯ロベールに率いられてエジプトに向かった。艦隊はエジプトの領海に進入し、1249年6月にダミエッタ（ディムヤート）に上陸した。ダミエッタに陣を構えていた将軍ファフルッディーン・ユースフの守備隊が退却すると、恐怖で混乱したダミエッタの住民は町から逃げ出し、上陸の翌日にルイ9世はダミエッタを占領した。ダミエッタ陥落の報告が届くと、カイロから戒厳令が発せられ、エジプト全土が臨戦態勢に入った。
ダミエッタ占領後、十字軍側ではナイル川の増水期を間近に控えた状態で進軍を続けるか、待機するかが議論された。アイユーブ朝のスルターン（君主）・サーリフは十字軍にダミエッタの返還を条件としてエルサレムの譲渡を申し出たが、十字軍を主導していたフランスの王侯は提案を一蹴し、カイロへの進軍を決定した。ナイルの増水期をやり過ごすことが決議され、後続のポワトゥー伯アルフォンスが十字軍に合流した。ナイルの減水期を待ったルイ9世は、11月下旬にカイロに向けて進軍を開始する。
一方、サーリフは病を押して出陣し、ダミエッタの南西70kmの地点に位置するマンスーラに布陣した。だが、11月22日/23日にサーリフは陣没する。サーリフの妻シャジャル・アッ＝ドゥッルは軍の士気の低下を恐れて夫の死を隠し、マンスーラに設置された臨時の宮殿には亡くなったサーリフの食事が用意され、サーリフの筆跡をまねて書かれた偽の命令書が発行された。シャジャルはバフリー・マムルーク（サーリフが養成していたマムルーク軍団）の長ファリッスディーン・アクターイを北イラクのカイファー（ハサンケイフ）に送り、カイファーに駐屯していた継子のトゥーラーン・シャーを呼び戻させた。アクターイの留守の間、代理としてバイバルスがマムルーク軍団の指揮を執った。また、十字軍に対してイスラーム側はゲリラ戦術を展開し、多くの捕虜がカイロに送られた。
しかし、サーリフが病没した情報はすでに十字軍側に知れ渡っていた。

## 戦闘の経過
Ashmum（現在のAlbahr Alsaghir）に到達した十字軍は、ナイル川を挟んでアイユーブ軍と対峙した。ルイ9世は渡河に苦慮し、船舶を解体した材木を使用して橋を架けたが、なおも渡河は困難を極めた。
2月8日にルイ9世と3人の弟は現地の人間から教えられた浅瀬を通り、ブルゴーニュ伯と現地の騎士たちを陣営の守備にあたらせた。テンプル騎士団とソールズベリーのウィリアム2世・ド・ロンゲペーが率いるイングランドの分遣隊と共に運河を渡った。十字軍はマンスーラから約3km離れたGideilaでアイユーブ軍に奇襲をかけ、この襲撃によってファフルッディーン・ユースフは戦死した。奇襲の成功を確信したルイ9世は退却を命じるが、ロベールは反対を押し切り、決死隊を率いてマンスーラ市内に突入した。
アイユーブ軍は事態の把握と軍の再編に努め、アイユーブ朝の全権を掌握するシャジャル・アッ＝ドゥッルはバイバルスの立てた計画を承認した。バイバルスはマンスーラの門を開けて十字軍の兵士を町の中に誘導し、決死隊は放棄されたように見えるマンスーラに殺到した。市内に突入した決死隊は四方からバイバルスの率いるマムルーク軍団に包囲され、退路も塞がれていた。ロベールは民家の中に逃げ込み、ウィリアム2世は多くのテンプル騎士団員と共に戦死する。突入した先遣隊290人のうち生存者はわずか5人、アイユーブ軍は戦死したロベールが付けていた紋章を見つけて「ルイ王を討ち取った」と勝利を宣言した。10日の午後から日没にかけての間に、戦場には1,500に及ぶ十字軍兵士の遺体が棄てられていたと伝えられている。ルイ9世は橋の防備に専念するが撤退を余儀なくされ、逃走兵の多くは運河で溺死した。
翌2月11日よりアイユーブ軍は反撃に転じ、カイファーから帰還したトゥーラーン・シャーの軍もエジプト防衛に加わる。十字軍は物資の欠乏と疫病に悩まされ、同年4月のファルスクールの戦いにおいてルイ9世はアイユーブ軍の捕虜とされた。

## 評価

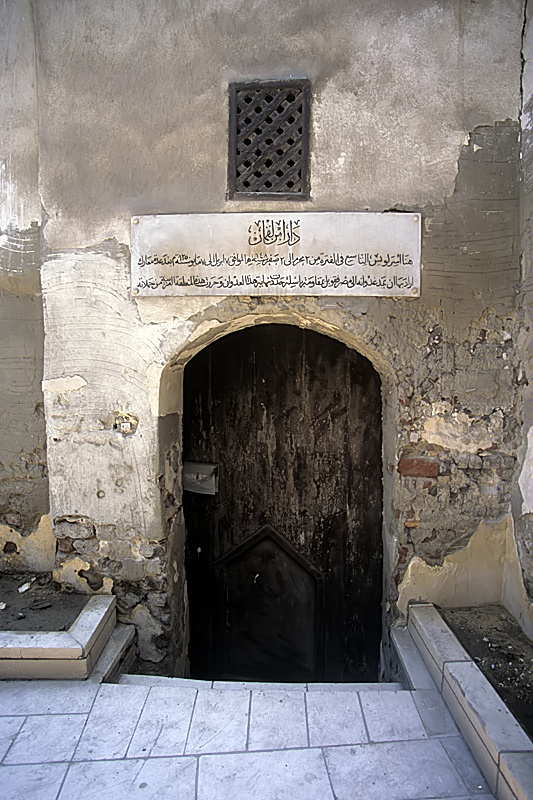
ルイ9世が拘留された邸宅

マンスーラの戦いは、当時の作家や詩人に作品の題材として好まれた。イスラームのJamal ad-Din ibn Matruhはこの傾向を風刺して、「もしフランク人がマンスーラの復讐に来るのならば、彼らに教えてやればいい。ルイ王が監禁された家も、王を繋ぎとめていた鎖も、王の見張りの宦官もまだ残っているぞ」という旨の詩を書いた。
アラビア語で勝利を意味する名前を持つマンスーラの町は、この戦闘の後により名声が高まった。マンスーラはエジプト・アラブ共和国のダカリーヤ県の県都として名前を留め、マンスーラの戦いが開始された2月8日は県の記念日に制定されている。

## 翻訳元記事参考文献
- Abu al-Fida, Tarikh Abu al-Fida, The Concise History of Humanity
- Al-Maqrizi, Al Selouk Leme'refatt Dewall al-Melouk, Dar al-kotob, 1997. In English: Bohn, Henry G., The Road to Knowledge of the Return of Kings, Chronicles of the Crusades, AMS Press, 1969.
- Al-Maqrizi, al-Mawaiz wa al-'i'tibar bi dhikr al-khitat wa al-'athar, Matabat aladab, Cairo 1996, ISBN 977-241-175-X. In French: Bouriant, Urbain, Description topographique et historique de l'Egypte, Paris 1895
- Asly, B., al-Muzafar Qutuz, Dar An-Nafaes Publishing, Beirut 2002, ISBN 9953-18-051-2
- Bournoutian, George A., A Concise History of the Armenian People: From Ancient Times to the Present, Mazda Publishers, 2002
- David Wilkinson, Studying the History of Intercivilizational Dialogues, presented to United Nation University, Tokyo/Kyoto 2001
- Dawson, Christopher, The Mongol Mission, London: Sheed and Ward, 1955
- Hassan. O, Al-Zahir Baibars, Dar al-Amal 1997
- Ibn Taghri, al-Nujum al-Zahirah Fi Milook Misr wa al-Qahirah, al-Hay'ah al-Misreyah 1968
- Michaud, Yahia (Oxford Centre for Islamic Studies) Ibn Taymiyya, Textes Spirituels I-XVI 2002
- Qasim, Abdu Qasim Dr., Asr Salatin Al-Mamlik (Era of the Mamluk Sultans), Eye for human and social studies, Cairo, 2007
- Rachewitz, I, Papal envoys to the Great khans, London: Faber and Faber, 1971
- Runciman, Steven A history of the Crusades 3. Penguin Books, 1987
- Sadawi. H, Al-Mamalik, Maroof Ikhwan, Alexandria.
- Setton, Kenneth (editor), A History of the Crusades (II) The Later Crusades 1189-1311, 1969
- Skip Knox, Dr. E.L., The Crusades, Seventh Crusade, A college course on the Crusades, 1999
- Shayal, Jamal, Prof. of Islamic history, Tarikh Misr al-isalamiyah (History of Islamic Egypt), dar al-Maref, Cairo 1266,  ISBN 977-02-5975-6
- The chronicles of Matthew Paris (Matthew Paris: Chronica Majora) translated by Helen Nicholson, 1989
- Matthæi Parisiensis, monachi Sancti Albani, Chronica majora by Matthew Paris, Roger, Henry Richards, Longman & co. 1880.
- The New Encyclopædia Britannica, Macropædia, H. H. Berton Publisher, 1973–74
- The Memoirs of the Lord of Joinville, translated by Ethel Wedgwood, 1906
- Toynbee, Arnold J., Mankind and mother earth, Oxford University Press, 1976
- www.historyofwar.org